# Philippe de Vitry

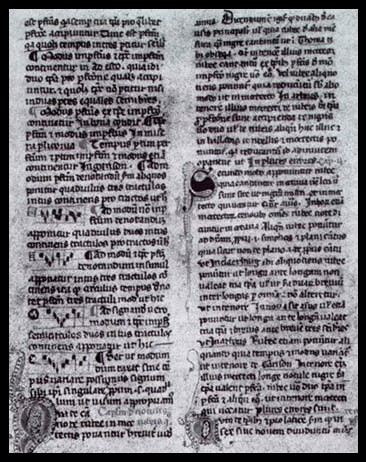
Ukázka z traktátu „Ars nova“

Philippe de Vitry, nazývaný též Vitriaco (1291–1361) byl francouzský hudební skladatel, básník a biskup. Věnoval se především hudební teorii a je autorem traktátu Ars nova (1322), pojednávajícího o rytmu a notaci. Stal se tím vlastně zakladatelem stejnojmenného hudebního hnutí. Jeho hlavní přínos tkví v objevení způsobu záznamu délky trvání tónů a rytmického členění skladby. Byl jednou z nejuznávanějších osobností hudby 14. století, jeho dílo skladatelské se ovšem zachovalo pouze ve zlomcích (několik motet a písní).

## Život a dílo
Philippe de Vitry vystudoval pařížskou Sorbonnu a stal se kanovníkem v Cambrai. V letech 1346–1350 byl ve službách pozdějšího francouzského krále, vévody Jana z Normandie a v roce 1351 byl papežem Klementem VI. Jmenován biskupem v Meaux. Traktátemu „Ars nova“ de facto ustavil nové zásady tzv. mensurální (z latinského mensuratio – měření) notace, 5 typů not podle délky (duplex longa – dvojitě dlouhá, longa – dlouhá, brevis – krátká, semibrevis – poloviční oproti krátké a minima – nejkratší) a popsal základní hudební tempa, která roztřídil do 4 typů a označil je předznamenáním. Tímto rozčleněním, které dosud hudba neznala, se stal přímým předchůdcem novodobé notace. Dílo Ars nova bylo několikrát přepsáno a zjistilo se, že z jeho 24 kapitol pouze posledních deset lze považovat za originál díla Philippa de Vitry.

## Diskografie
- 20 Chansons & Motets (Deutsche Harmonia Mundi 82876-68351-2)
- Motets (Amon Ra CD-SAR49)

## Souvisejí odkazy
- Středověká hudba
- Ars nova
- Interval (hudba)